# Leone Minore
Il Leone Minore (in latino Leo Minor, abbreviazione LMi) è una piccola costellazione del cielo boreale. Raffigura un cucciolo di leone che si accompagna al Leone, introdotto dall'astronomo polacco Johannes Hevelius nel 1687.

## Caratteristiche

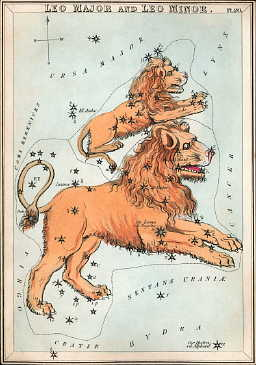
Leone Minore e Leone come mostrato nello Specchio di Urania, una serie di carte celesti pubblicate a Londra nel 1825.

Il Leone Minore si trova tra il Leone e l'Orsa Maggiore e fu formato con stelle deboli che non appartenevano a nessuna costellazione. Le sue stelle più brillanti sono solo di quarta grandezza e non ci sono leggende associate ad essa.
Cosa curiosa, il Leone Minore non ha una stella Alfa, sebbene ci sia una Beta del Leone Minore. Ciò sembra dovuto a una svista dell'astronomo inglese del XIX secolo Francis Baily. Hevelius non classificò nessuna delle stelle delle costellazioni di sua invenzione, così quest'operazione fu compiuta 150 anni più tardi da Baily. Baily assegnò la lettera Beta alla seconda stella in ordine di brillantezza del Leone Minore, ma per errore lasciò senza lettera la più brillante. Secondo lo storico R. H. Allen, Hevelius diede a questa stella il nome Praecipua, che significa «principale», ma la denominazione non si diffuse mai.
Il periodo più propizio per la sua osservazione nel cielo serale ricade nei mesi compresi fra gennaio e giugno, alla pari dell'adiacente Leone; essendo una costellazione boreale, gli osservatori posti a nord dell'equatore sono molto più avvantaggiati, sebbene la declinazione della stessa non sia particolarmente settentrionale, tanto da poter essere osservata, seppur con qualche difficoltà, anche dalla fascia temperata australe.

### Stelle principali
- 46 LMi (Praecipua) è una stella gigante (sebbene non abbastanza) di classe spettrale K0 situata ad una distanza di circa 98 anni luce e con magnitudine apparente di 3,83. Praecipua è priva della designazione di Bayer e il Leone Minore, quindi, è l'unica costellazione ad avere la stella più brillante mancante di tale denominazione.
- β LMi è una stella gigante di classe spettrale G8; stranamente, è l'unica stella della costellazione ad avere una denominazione di Bayer; il fatto risulta ancora più strano se consideriamo che con la sua magnitudine apparente di 4,21 non è neanche la stella più brillante del Leone Minore. È una stella binaria di magnitudine 4,2 e le sue 2 componenti orbitano tra loro in un periodo di 37 anni.
- R LMi è una fredda stella variabile (di tipo Mira) di lungo periodo che varia tra una magnitudine di 6,3 ed una di 13,2 durante un periodo di 372,19 giorni.
- 20 LMi è una stella binaria situata a soli 14,9 parsec dal Sole.

### Stelle doppie
Fra le stelle doppie, l'unica alla portata di piccoli strumenti è la β Leonis Minoris, le cui componenti sono in rapida rotazione, e in circa 37 anni la loro separazione varia fra 5" a pochi decimi di secondo d'arco.
| Principali stelle doppie |                                          |                                          |             |             |                                 |        |
| Nome                     | Coordinate equatoriali all'epoca J2000.0 | Coordinate equatoriali all'epoca J2000.0 | Magnitudine | Magnitudine | Separazione (in secondi d'arco) | Colore |
| Nome                     | AR                                       | Dec                                      | A           | B           | Separazione (in secondi d'arco) | Colore |
| β Leonis Minoris         | 10h 27m 53s                              | +36° 42′ 27″                             | 4,6         | 6,3         | 5,0                             | g + g  |

### Stelle variabili
Fra le stelle variabili, ve ne sono alcune osservabili con un binocolo.
La più nota della costellazione è la R Leonis Minoris, una Mireide avvolta in un involucro di gas che oscilla fra la sesta e la tredicesima magnitudine.
La RX Leonis Minoris è invece una variabile semiregolare le cui oscillazioni sono apprezzabili anche ad occhio nudo, dato che in fase di massima la sua luminosità è pari a 5,1, mentre in fase di minima si porta al limite estremo della visibilità ad occhio nudo.
| Principali stelle variabili |                                          |                                          |             |             |                  |              |
| Nome                        | Coordinate equatoriali all'epoca J2000.0 | Coordinate equatoriali all'epoca J2000.0 | Magnitudine | Magnitudine | Periodo (giorni) | Tipo         |
| Nome                        | AR                                       | Dec                                      | Max.        | Min.        | Periodo (giorni) | Tipo         |
| R Leonis Minoris            | 09h 45m 34s                              | +34° 30′ 43″                             | 6,3         | 13,2        | 372,19           | Mireide      |
| S Leonis Minoris            | 09h 53m 43s                              | +34° 55′ 35″                             | 7,5         | 14,3        | 233,83           | Mireide      |
| RX Leonis Minoris           | 10h 42m 11s                              | +31° 41′ 49″                             | 5,08        | 6,16        | 150:             | Semiregolare |

## Oggetti del profondo cielo
Il Leone Minore comprende alcuni oggetti del profondo cielo di facile osservazione con strumenti amatoriali potenti; l'assenza delle polveri galattiche consente di osservare molte galassie.
Una tra le più brillanti è NGC 3344, una galassia di magnitudine apparente 10,2 con una dimensione angolare di 7 minuti d'arco, ben visibile come una macchia nebbiosa in un telescopio da 150 mm di apertura e un buon ingrandimento; altre galassie di facile osservazione sono NGC 3486 e NGC 2859.
Nel corso del 2007 è stato scoperto il misterioso oggetto noto come Hanny's Voorwerp; notato dall'insegnante olandese Hanny van Arkel nel corso del progetto Galaxy Zoo, sembrerebbe ciò che resta di una nube che avvolgeva un quasar.
| Principali oggetti non stellari |                                          |                                          |          |             |                                        |              |
| Nome                            | Coordinate equatoriali all'epoca J2000.0 | Coordinate equatoriali all'epoca J2000.0 | Tipo     | Magnitudine | Dimensioni apparenti (in primi d'arco) | Nome proprio |
| Nome                            | AR                                       | Dec                                      | Tipo     | Magnitudine | Dimensioni apparenti (in primi d'arco) | Nome proprio |
| NGC 2859                        | 09h 24m 19s                              | +34° 30′ 47″                             | Galassia | 10,6        | 4,3 x 3,8                              |              |
| NGC 3245                        | 10h 27m 18s                              | +28° 30′ 26″                             | Galassia | 10,8        | 3,2 x 1,8                              |              |
| NGC 3344                        | 10h 43m 31s                              | +24° 55′ 19″                             | Galassia | 10,2        | 7,1 x 6,5                              |              |
| NGC 3486                        | 11h 00m 24s                              | +28° 58′ 29″                             | Galassia | 10,3        | 7,1 x 5,2                              |              |
| NGC 3504                        | 11h 03m 11s                              | +27° 58′ 20″                             | Galassia | 11,0        | 2,7 x 2,1                              |              |

## Sistemi planetari
Nel 2009 è stato scoperto un pianeta orbitante attorno alla nana gialla HD 87883, di magnitudine 7,56.
| Sistemi planetari |                                          |                                          |             |                |                              |
| Nome del sistema  | Coordinate equatoriali all'epoca J2000.0 | Coordinate equatoriali all'epoca J2000.0 | Magnitudine | Tipo di stella | Numero di pianeti confermati |
| Nome del sistema  | AR                                       | Dec                                      | Magnitudine | Tipo di stella | Numero di pianeti confermati |
| HD 87883          | 10h 08m 43s                              | +34° 14′ 32″                             | 7,56        | Nana gialla    | 1 (b)                        |